# Close to You/Crazy Life
Close to you/Crazy Life – dwudziesty singel południowokoreańskiego zespołu TVXQ, wydany w Japonii 5 marca 2008 roku przez Rhythm Zone. Jest to czwarty singel z „projektu TRICK” (jap. TRICK企画 TRICK kikaku). Nazwa projektu pochodzi od piosenki „TRICK” z albumu T. Piosenka ta jest kompilacją wszystkich melodii z projektu, o różnych aranżacjach i tempie. Pierwsza piosenka została wykonana przez wszystkich członków zespołu, podczas gdy druga piosenka była śpiewana przez Yunho.
Singel osiągnął 9 pozycję w rankingu Oricon i pozostał na liście przez 7 tygodni, sprzedał się w nakładzie 21 037 egzemplarzy w Japonii i 11 760 w Korei Południowej.

## Lista utworów
| CD | CD                                                | CD     | CD                                                          | CD                                                          | CD      |
| Nr | Tytuł utworu                                      | Tekst  | Kompozycja                                                  | Aranżacja                                                   | Długość |
| -- | ------------------------------------------------- | ------ | ----------------------------------------------------------- | ----------------------------------------------------------- | ------- |
| 1. | „Close to you”                                    | H.U.B. | AKIRA                                                       | AKIRA                                                       | 3:30    |
| 2. | „Crazy Life -YUNHO from Tōhōshinki-”              | H.U.B. | Philippe-Marc Anquetil, Christopher Lee-Joe, Marcus Johnson | Philippe-Marc Anquetil, Christopher Lee-Joe, Marcus Johnson | 4:10    |
| 3. | „Close to you” (Less Vocal)                       |        | AKIRA                                                       | AKIRA                                                       | 3:30    |
| 4. | „Crazy Life -YUNHO from Tōhōshinki-” (Less Vocal) |        | Philippe-Marc Anquetil, Christopher Lee-Joe, Marcus Johnson | Philippe-Marc Anquetil, Christopher Lee-Joe, Marcus Johnson | 4:10    |

## Listy przebojów
| Lista                             | Pozycja |
| --------------------------------- | ------- |
| Oricon Weekly Singles Chart       | 9       |
| Billboard Japan Hot 100           | 42      |
| Billboard Japan Top Singles Sales | 10      |